# 肖恩·威廉姆斯 (足球運動員)
肖恩·威廉姆斯（英語：Shaun Williams；1986年10月19日—）是一位愛爾蘭足球運動員。在場上的位置是後衛。他現在效力於英冠球隊米爾沃爾足球俱樂部。

## 外部連結
- 足球数据库：肖恩·威廉姆斯的球员统计数据